# Hội đồng Nhân quyền Liên Hợp Quốc

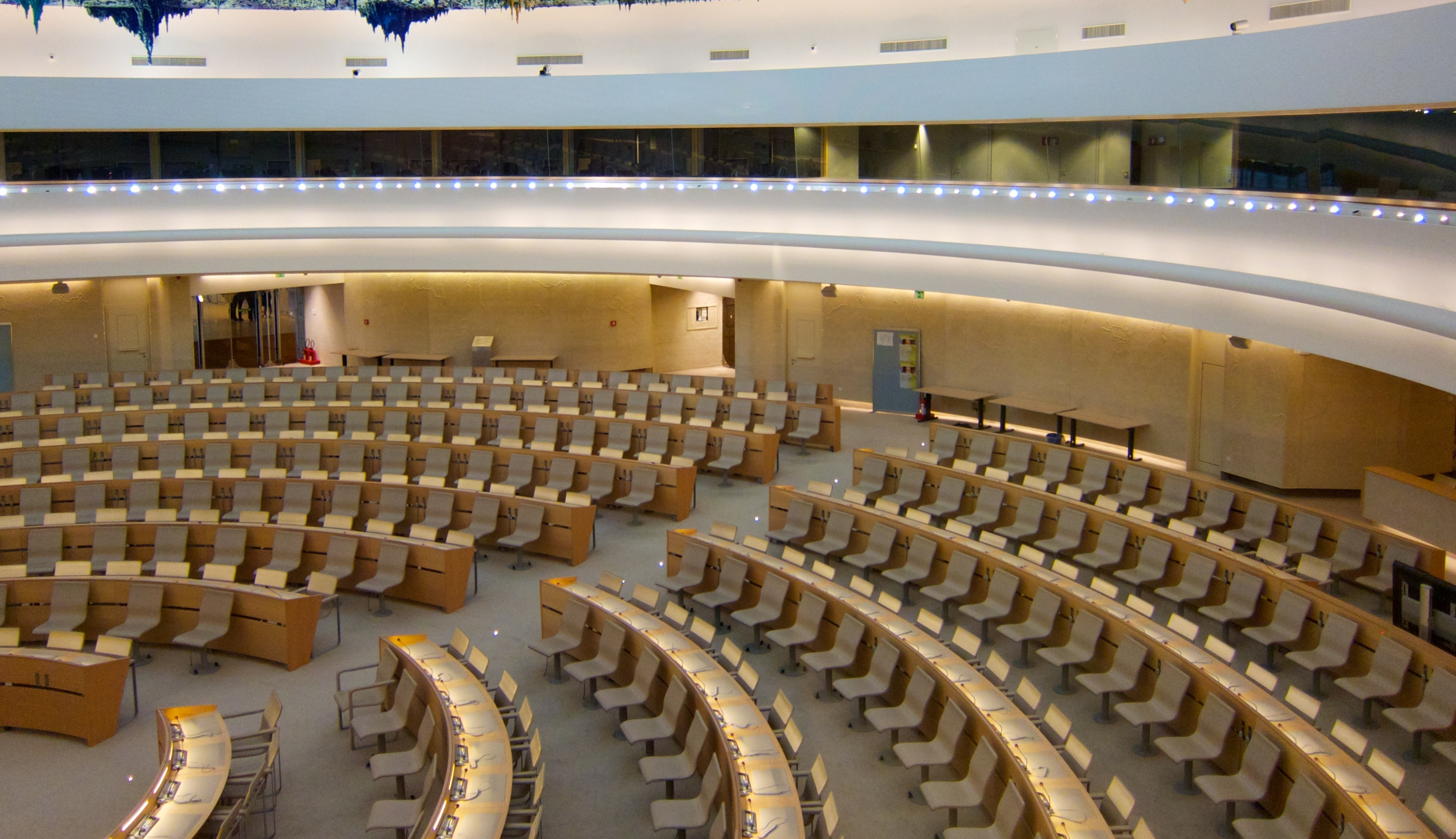
Phòng Nhân quyền và Liên minh các nền văn hóa, được sử dụng bởi Hội đồng Nhân quyền Liên Hợp Quốc, trong Palais des Nations, Geneva, Thụy Sĩ.

Huy hiệu Hội đồng Nhân quyền Liên Hợp Quốc năm 2006

Hội đồng Nhân quyền Liên Hợp Quốc (tiếng Anh: United Nations Human Rights Council) là một tổ chức liên chính phủ trực thuộc Đại Hội đồng Liên Hợp Quốc, có sứ mệnh thúc đẩy sự phát triển và sự bảo vệ nhân quyền trên toàn thế giới, cũng như chỉ ra các vụ xâm phạm nhân quyền và đưa ra kiến nghị về chúng. Tổ chức này có chức năng thảo luận mọi vấn đề hoặc tình huống liên quan tới nhân quyền mà cần tới sự chú ý của nó trong suốt năm đó. Tổ chức này hội họp ở Trụ sở Liên Hợp Quốc tại Genève (Thụy Sĩ).
Hội đồng gồm 47 quốc gia thành viên Liên Hợp Quốc, các thành viên được Đại hội đồng Liên Hợp Quốc bầu vào với tư cách đại diện nhóm quốc gia theo phân vùng địa lý tại Liên Hợp Quốc. Mỗi nhiệm kỳ của thành viên kéo dài ba năm.
Tổ chức này được ra đời ngày 15 tháng 3 năm 2006 theo Nghị quyết (A/RES/60/251) sau khi Đại hội đồng Liên Hợp Quốc thông qua nghị quyết thành lập một tổ chức nhân quyền mới, thay thế Ủy ban Liên Hợp Quốc về Nhân quyền đã chấm dứt hoạt động năm 2006.
Nghị quyết này được sự ủng hộ của hầu hết các thành viên Liên Hợp Quốc, trừ Mỹ, Israel, Palau và quần đảo Marshall bỏ phiếu chống và Belarus, Iran và Venezuela bỏ phiếu trắng.
Việc thành lập Hội đồng Nhân quyền là một trong những hành động nhằm cải tổ Liên Hợp Quốc và các tổ chức thuộc Liên Hợp Quốc; khi Ủy ban Nhân quyền (CHR) bị nhiều chỉ trích rằng đã để những quốc gia có nhiều hành động phi nhân quyền làm thành viên và thao túng.
Ngày 19 tháng 6 năm 2006, Hội đồng Nhân quyền Liên Hợp Quốc đã họp phiên đầu tiên tại Genève (Thụy Sĩ) với sự tham gia của 47 thành viên đầu tiên và trên 100 quốc gia quan sát viên và các tổ chức quốc tế. Tại đây, ông Luis Alfonso de Alba (người México) đã được bầu là Chủ tịch Hội đồng Nhân quyền.

## Nhiệm vụ của Hội đồng Nhân quyền
Nghị quyết 60/251 của Đại hội đồng Liên Hợp Quốc về thành lập Hội đồng Nhân quyền công bố 10 nhiệm vụ của Hội đồng Nhân quyền như sau
(a) Thúc đẩy giáo dục và học tập về quyền con người cũng như các dịch vụ tư vấn, hỗ trợ kỹ thuật và xây dựng năng lực, sẽ cung cấp bằng tham vấn và trên cơ sở đồng thuận của các quốc gia thành viên liên quan;
(b) Là diễn đàn cho các đối thoại về các vấn đề chuyên đề về tất cả các quyền con người;
(c) Đưa ra khuyến nghị cho Đại hội đồng LHQ về những bước phát triển của luật quốc tế trong lĩnh vực nhân quyền;
(d) Thúc đẩy việc thực thi đầy đủ các nghĩa vụ nhân quyền của các quốc gia và theo dõi các mục tiêu và cam kết về thúc đẩy và bảo vệ nhân quyền được ghi nhận trong các Hội nghị và Hội nghị thượng đỉnh của LHQ;
(e) Tiến hành rà soát định kỳ phổ quát, dựa trên các thông tin khách quan và đáng tin cậy, về việc thực thi các nghĩa vụ và cam kết nhân quyền của từng quốc gia theo cách thức đảm bảo tính phổ quát trong tham gia và đối xử bình đẳng với tất cả các quốc gia; việc rà soát phải là một cơ chế hợp tác, dựa trên đối thoại tương tác, với sự tham gia đầy đủ của quốc gia liên quan và cân nhắc đến các nhu cầu xây dựng năng lực của quốc gia đó; cơ chế này cần bổ sung và không trùng lặp với công việc của các cơ quan điều ước; Hội đồng phải xây dựng mô hình và phân bổ thời gian cần thiết cho cơ chế rà soát định kỳ phổ quát trong vòng một năm kể từ kỳ họp đầu tiên;
(f) Đóng góp, thông qua đối thoại và hợp tác, vào việc ngăn chặn vi phạm nhân quyền và phản ứng nhanh chóng với những tình trạng khẩn cấp về nhân quyền;
(g) Tiếp nhận vai trò và trách nhiệm của Ủy ban Nhân quyền liên quan đến công việc của Văn phòng Cao uỷ Nhân quyền LHQ (OHCHR);
(h) Phối hợp chặt chẽ trong lĩnh vực nhân quyền với các chính phủ, các tổ chức khu vực, các thiết chế nhân quyền quốc gia và xã hội dân sự;
(i) Đưa ra các khuyến nghị về thúc đẩy và bảo vệ nhân quyền;
(j) Gửi báo cáo thường niên lên Đại hội đồng;

## Cấu trúc của Hội đồng Nhân quyền
Hội đồng Nhân quyền là một cơ quan liên chính phủ (thành viên là đại diện các quốc gia). Các quyết định của Hội đồng được đưa ra theo các cơ chế là nghị quyết của các kỳ họp thành viên.
Hội đồng Nhân quyền có ba kỳ họp thường xuyên vào tháng 3 (kéo dài bốn tuần), tháng 6 (ba tuần) và tháng 9 (ba tuần) hàng năm. Ngoài ra, Hội đồng có thể họp bất thường, gọi là kỳ họp đặc biệt, để giải quyết các vấn đề khẩn cấp và vi phạm nhân quyền, khi có một phần ba thành viên yêu cầu. Tính đến tháng 5/2020, đã có 28 kỳ họp đặc biệt được tổ chức.
Hội đồng có các cơ quan và cơ chế trực thuộc, mang tính liên chính phủ (gồm đại diện của các quốc gia) hoặc là cơ chế chuyên gia (do các chuyên gia độc lập thực hiện): Nhóm thứ nhất là các cơ quan trực thuộc Hội đồng, bao gồm: Nhóm công tác về Rà soát Định kỳ Phổ quát (cơ chế liên chính phủ); Ủy ban tư vấn (gồm 18 chuyên gia độc lập); Thủ tục khiếu nại; Nhóm thứ hai là các cơ chế chuyên gia để đối thoại và tư vấn về các chủ đề; Nhóm thứ ba là Các thủ tục đặc biệt; và Nhóm thứ tư là các cơ chế liên chính phủ mở chuyên về việc thảo luận và xây dựng các văn kiện và công ước nhân quyền. 

### Các Thành viên
Hội đồng Nhân quyền có 47 thành viên là các quốc gia thành viên Liên Hợp Quốc, được bầu tại Đại hội đồng Liên Hợp Quốc. Các thành viên được bầu sẽ giữ nhiệm kỳ 03 năm, và các nhiệm kỳ này gối nhau. Vì vậy việc bầu thành viên Hội đồng Nhân quyền tại Đại hội đồng Liên Hợp Quốc diễn ra hàng năm với khoảng một phần ba số ghế của Hội đồng được bầu (lần lượt 14, 15 hoặc 18 ghế được bầu cử hàng năm). Một thành viên Hội đồng có thể được bầu không quá hai nhiệm kỳ liên tiếp.
Thành viên của Hội đồng Nhân quyền được cơ cấu theo nhóm vùng quốc gia như sau:
- 13 ghế dành cho các nước châu Phi (4-6 vị trí được bầu hàng năm)
- 13 ghế dành cho nhóm các nước châu Á - Thái Bình Dương (4-6 vị trí được bầu hàng năm)
- 6 ghế dành cho các nước Đông Âu (1-2 vị trí được bầu hàng năm)
- 8 ghế dành cho các nước Mỹ Latinh và vùng Caribea (2-3 vị trí được bầu hàng năm)
- 7 ghế dành các các nước Tây Âu và các nước khác (2-3 vị trí được bầu hàng năm)

Khi là thành viên của Hội đồng Nhân quyền, các quốc gia có trách nhiệm bảo vệ và thúc đẩy nhân quyền như được thống nhất trong Nghị quyết thành lập ra Hội đồng 60/251. Theo khoản 8 của nghị quyết này, các quốc gia được bầu chon căn cứ vào "đóng góp vào việc thúc đẩy và bảo vệ nhân quyền cũng như những lời hứa tự giác và cam kết của ứng cử viên". Vì vậy khi tuyên bố ứng cử vào Hội đồng Nhân quyền, một quốc gia thường công bố một bản Cam kết tự nguyện với tư cách thành viên.
Khi một quốc gia thành viên Hội đồng Nhân quyền có vi phạm nhân quyền rộng lớn và mang tính hệ thống, tư cách thành viên có thể bị bãi bỏ bằng một cuộc bỏ phiếu thống nhất bởi ít nhất 2/3 đa số quốc gia thành viên có mặt và bỏ phiếu.
Danh sách các quốc gia đang là thành viên Hội đồng Nhân quyền được Văn phòng Cao ủy Nhân quyền Liên Hợp quốc cập nhật tại đây. Tính đến tháng 1/2020, đã có 117 quốc gia từng giữ vai trò thành viên Hội đồng Nhân quyền.
47 thành viên đầu tiên của Hội đồng Nhân quyền được bầu chọn vào ngày 9 tháng 5 năm 2006. Để có bầu cử gối đầu, nhóm thành viên đầu tiên gồm 14 nước chỉ có nhiệm kỳ 01 năm, nhóm thứ hai là nhóm 15 nước có nhiệm kỳ 02 năm và nhóm thứ ba là nhóm 18 nước có nhiệm kỳ 03 năm.
| Nhiệm kỳ   | Châu Phi (13)                                         | Châu Á (14)                                                                  | Đông Âu (5)                     | Mỹ Latin và Caribe (8)           | Tây Âu và các nước còn lại (7) |
| ---------- | ----------------------------------------------------- | ---------------------------------------------------------------------------- | ------------------------------- | -------------------------------- | ------------------------------ |
| 2023-25    | Algérie · Maroc · Nam Phi · Sudan                     | Bangladesh · Kyrgyzstan · Maldives · Việt Nam                                | Gruzia · România                | Chile · Costa Rica               | Bỉ · Đức                       |
| 2022-24    | Benin · Cameroon · Eritrea · Gambia · Somalia         | Ấn Độ · Kazakhstan · Malaysia · Qatar · Các Tiểu vương quốc Ả Rập Thống nhất | Lithuania · Montenegro          | Argentina · Honduras · Paraguay  | Phần Lan · Luxembourg · Hoa Kỳ |
| 2021-23    | Côte d’Ivoire · Gabon · Malawi · Senegal              | Trung Quốc · Nepal · Pakistan · Uzbekistan                                   | Nga · Ukraine · Séc             | Bolivia · Cuba · Mexico          | Pháp · Vương quốc Anh          |
| Trước đây: |                                                       |                                                                              |                                 |                                  |                                |
| 2020–22    | Libya · Mauritanie · Sudan · Namibia                  | Armenia · Indonesia · Nhật Bản · Quần đảo Marshall · Hàn Quốc                | Ba Lan                          | Brasil · Venezuela               | Đức · Hà Lan                   |
| 2019–21    | Burkina Faso · Cameroon · Eritrea · Somalia · Togo    | Bahrain · Bangladesh · Fiji · Ấn Độ · Philippines                            | Bulgaria · Cộng hòa Séc         | Argentina · Bahamas · Uruguay    | Áo · Đan Mạch · Ý              |
| 2018-20    | Angola · CHDC Congo · Nigeria · Sénégal               | Afghanistan · Nepal · Qatar · Pakistan                                       | Slovakia · Ukraina              | Chile · México · Perú            | Úc · Tây Ban Nha               |
| 2017-19    | Ai Cập · Rwanda · Nam Phi · Tunisia                   | Trung Quốc · Iraq · Nhật Bản · Ả Rập Xê Út                                   | Croatia · Hungary               | Brasil · Cuba                    | Anh Quốc · Hoa Kỳ              |
| 2016-18    | Burkina Faso · Bờ Biển Ngà · Ethiopia · Kenya · Togo  | Hàn Quốc · Kyrgyzstan · Mông Cổ · Philippines · Các TVQA Thống nhất          | Gruzia · Slovenia               | Ecuador · Panama · Venezuela     | Bỉ · Đức · Thụy Sĩ             |
| 2015-17    | Botswana · Cộng hoà Congo · Ghana · Nigeria           | Ấn Độ · Indonesia · Qatar                                                    | Albania · Latvia                | Bolivia · El Salvador · Paraguay | Hà Lan · Bồ Đào Nha            |
| 2014-16    | Algérie · Maroc · Namibia · Nam Phi                   | Trung Quốc · Maldives · Ả Rập Xê Út · Việt Nam                               | Bắc Macedonia · Nga             | Cuba · México                    | Pháp · Anh Quốc                |
| 2013-15    | Ethiopia · Bờ Biển Ngà · Gabon · Kenya · Sierra Leone | Nhật Bản · Kazakhstan · Pakistan · Hàn Quốc · Các TVQA Thống nhất            | Estonia · Montenegro            | Argentina · Brasil · Venezuela   | Đức · Ireland · Hoa Kỳ         |
| 2012-14    | Bénin · Botswana · Burkina Faso · Cộng hoà Congo      | Ấn Độ · Indonesia · Kuwait · Philippines                                     | România · Cộng hòa Séc          | Chile · Costa Rica · Perú        | Ý · Áo                         |
| 2011-13    | Angola · Libya · Mauritanie · Uganda                  | Qatar · Malaysia · Maldives · Thái Lan                                       | Moldova · Ba Lan                | Ecuador · Guatemala              | Thụy Sĩ · Tây Ban Nha          |
| 2010-12    | Djibouti · Cameroon · Mauritius · Nigeria · Sénégal   | Bangladesh · Trung Quốc · Jordan · Kyrgyzstan · Ả Rập Xê Út                  | Nga · Hungary                   | Cuba · México · Uruguay          | Bỉ · Na Uy · Hoa Kỳ            |
| 2009-11    | Burkina Faso · Gabon · Ghana · Zambia                 | Bahrain · Nhật Bản · Pakistan · Hàn Quốc                                     | Slovakia · Ukraina              | Argentina · Brasil · Chile       | Pháp · Anh Quốc                |
| 2008-10    | Ai Cập · Angola · Madagascar · Nam Phi                | Ấn Độ · Indonesia · Qatar · Philippines                                      | Bosna và Hercegovina · Slovenia | Bolivia · Nicaragua              | Hà Lan · Ý                     |
| 2007-09    | Djibouti · Cameroon · Mauritius · Nigeria · Sénégal   | Azerbaijan · Bangladesh · Trung Quốc · Jordan · Malaysia · Ả Rập Xê Út       | Nga                             | Cuba · México · Uruguay          | Đức · Canada · Thụy Sĩ         |
| 2006-08    | Gabon · Ghana · Mali · Zambia                         | Nhật Bản · Pakistan · Sri Lanka · Hàn Quốc                                   | România · Ukraina               | Brasil · Guatemala · Perú        | Pháp · Anh Quốc                |
| 2005-07    | Algérie · Maroc · Nam Phi · Tunisia                   | Bahrain · Ấn Độ · Indonesia · Bangladesh                                     | Ba Lan · Cộng hòa Séc           | Argentina · Ecuador              | Phần Lan · Hà Lan              |

Ghi chú:
1. ↑  Tư cách thành viên của Hội đồng bị đình chỉ bởi Nghị quyết ES-11/3 của Đại hội đồng Liên Hợp Quốc sau cuộc xâm lược Ukraine năm 2022 của Nga.

### Chủ tịch và các phó Chủ tịch Hội đồng
Hội đồng Nhân quyền có một Chủ tịch và bốn Phó Chủ tịch, trong đó một Phó Chủ tịch kiêm báo cáo viên của Hội đồng. Chủ tịch và các phó Chủ tịch được bầu hàng năm tại Hội đồng. 
| Tt  | Chủ tịch                        | Từ nước     | Thời gian               |
| --- | ------------------------------- | ----------- | ----------------------- |
| 15. | Nazhat Shameem Khan             | Fiji        | 01/01/2021 - 31/12/2021 |
| 14. | Elisabeth Tichy-Fisslberger     | Áo          | 1/1/2020 – ...          |
| 13. | Coly Seck                       | Sénégal     | 1/1/2019 – 31/12/2019   |
| 12. | Vojislav Šuc                    | Slovenia    | 1/1/2018 – 31/12/2018   |
| 11. | Joaquín Alexander Maza Martelli | El Salvador | 2017                    |
| 10. | Choi Kyonglim                   | Hàn Quốc    | 2016                    |
| 9.  | Mr. Joachim Rücker              | Đức         | 2015                    |
| 8.  | Mr. Baudelaire Ndong Ella       | Gabon       | 16/06/2014 – 2015       |
| 7.  | Mr. Remigiusz Henczel           | Ba Lan      | 10/12/2012 – 15/06/2014 |
| 6.  | Mrs. Laura Dupuy Lasserre       | Uruguay     | 19/06/2011 – 9/12/2012  |
| 5.  | Mr. Sihasak Phuangketkeow       | Thái Lan    | 19/06/2010 – 18/06/2011 |
| 4.  | Mr. Alex Van Meeuwen            | Bỉ          | 19/06/2009 – 18/06/2010 |
| 3.  | Mr. Martin Ihoeghian Uhomoibhi  | Nigeria     | 19/06/2008 – 18/06/2009 |
| 2.  | Mr. Doru Romulus Costea         | România     | 19/06/2007 – 18/06/2008 |
| 1.  | Mr. Luis Alfonso de Alba        | México      | 19/06/2006 – 18/06/2007 |

## Các cơ chế và vận hành của Hội đồng Nhân quyền

### Các kỳ họp của Hội đồng Nhân quyền
Hội đồng Nhân quyền có ba kỳ họp thường kỳ hàng năm tại Geneva: kỳ mùa xuân thường diễn ra vào tháng 2-3, kỳ mùa hè vào tháng 5-6 và kỳ mùa thu vào tháng 9-10 hàng năm. Bên cạnh các kỳ họp thường kỳ, HĐNQ có thể tổ chức các kỳ họp đặc biệt để thảo luận các vấn đề mới phát sinh hoặc các khủng hoảng nghiêm trọng về nhân quyền. Ngoài ra, Hội đồng cũng có các hoạt động liên kỳ thảo luận các chủ đề mang tính kỹ thuật khác. Tuy vậy, các quyết định và nghị quyết của Hội đồng chỉ được thông qua tại các kỳ họp chính thức.
Tất cả các quốc gia thành viên LHQ đều có thể phát biểu tại các phiên họp chung của HĐNQ. Tuy vậy chỉ có các thành viên Hội đồng được tham gia các cơ chế của Hội đồng, và tham gia bỏ phiếu khi Hội đồng ra quyết định.

### Cơ chế rà soát định kỳ phổ quát (UPR)
UPR là cơ chế lần lượt rà soát việc thực thi các nghĩa vụ và cam kết nhân quyền của các quốc gia thành viên LHQ thông qua Nhóm làm việc về UPR của Hội đồng Nhân quyền. Thông qua đối thoại tương tác giữa quốc gia được rà soát và các quốc gia thành viên LHQ, quốc gia được rà soát công bố những biện pháp đảm bảo nghĩa vụ nhân quyền, các thách thức và ưu tiên để cải thiện tình hình nhân quyền ở nước mình; các quốc gia tham gia rà soát gửi câu hỏi và khuyến nghị về những hành động quốc gia được rà soát cần thực hiện để cải thiện tình hình nhân quyền ở nước được rà soát. Quốc gia được rà soát tuyên bố chấp thuận hoặc ghi nhận các khuyến nghị này. Kết quả một phiên rà soát được thông qua tại Hội đồng Nhân quyền.
UPR diễn ra trên cơ sở tất cả các chuẩn mực về nhân quyền có thể áp dụng được, bao gồm Tuyên ngôn Nhân quyền Phổ quát, các điều ước và văn kiện nhân quyền, các cam kết tự nguyện về nhân quyền của các quốc gia, và luật Nhân đạo quốc tế.
Có ba văn bản làm cơ sở cho đối thoại tại UPR: một báo cáo của quốc gia được rà soát, một bản tóm tắt thông tin của các cơ quan LHQ cung cấp (do OHCHR tóm tắt); một bản tóm tắt thông tin của các bên liên quan, bao gồm Cơ quan Nhân quyền quốc gia của nước được rà soát và các tổ chức xã hội dân sự (do OHCHR tóm tắt). Tất cả các văn bản này đều được công bố công khai ít nhất ba tháng trước phiên rà soát.
Việc rà soát tất cả các quốc gia thành viên LHQ (193 quốc gia) mất khoảng 5 năm, đây được tính là một chu kỳ UPR. Kỳ UPR đầu tiên được tiến hành năm 2007 và vào năm 2022 sẽ bắt đầu chu kỳ thứ tư.
Xem thêm: Thông tin chi tiết về UPR.

### Các thủ tục đặc biệt của Hội đồng Nhân quyền
Các “Thủ tục đặc biệt” là tên chung dành cho các cơ chế do Ủy ban Nhân quyền LHQ thành lập ra, sau khi Ủy ban này chấm dứt hoạt động thì được Hội đồng Nhân quyền tiếp quản. Thủ tục đặc biệt có chức năng xem xét, giám sát, tư vấn và báo cáo công khai về tình hình nhân quyền ở một số nước hoặc vùng lãnh thổ cụ thể (nhiệm vụ theo quốc gia) hoặc với những vấn đề và hiện tượng vi phạm nhân quyền chính trên toàn cầu (nhiệm vụ theo chủ đề).
Đến tháng 9/2020, có 44 Thủ tục Đặc biệt theo chủ đề và 11 Thủ tục theo quốc gia đang hoạt động.
Các cá nhân được bổ nhiệm vào các thủ tục đặc biệt là các Chuyên gia độc lập (người có nhiệm vụ thực hiện thủ tục đặc biệt) và có thể được gọi là Báo cáo viên Đặc biệt, Đại diện, Đặc phái viên, Chuyên gia độc lập, hay thành viên của Nhóm làm việc.
Văn phòng Cao ủy Nhân quyền Liên Hợp Quốc (OHCHR) hỗ trợ các Chuyên gia này về nhân sự, hậu cần và hỗ trợ nghiên cứu để thực thi nhiệm vụ.
Thủ tục Đặc biệt có các nhiệm vụ:
- Tương tác hàng ngày với các nạn nhân (hoặc người có thể trở thành nạn nhân) của các vi phạm nhân quyền và vận động cho quyền của họ. Các Thủ tục này có kênh tiếp nhận khiếu nại trực tiếp từ bất kỳ cá nhân nào trên toàn thế giới hoặc người đại diện cho họ.[25]
- Liên lạc trực tiếp với các chính phủ và nêu những quan ngại nhân quyền với những trường hợp cá nhân hoặc các vấn đề chung hơn.
- Tiến hành các chuyến thực địa tìm hiểu tình hình thực tế tại các quốc gia và công bố báo cáo sau đó, bao gồm các nhận xét, phân tích và khuyến nghị để cải thiện tình hình.
- Soạn các nghiên cứu chuyên đề làm hướng dẫn về tiêu chuẩn và thông lệ
- Nâng cao nhận thức công chúng thông qua truyền thông về các vấn đề trong phạm vi nhiệm vụ của họ.

Không như các ủy ban công ước của Liên Hợp Quốc, các Thủ tục Đặc biệt có thể được áp dụng ngay cả khi một Nhà nước chưa phê chuẩn công ước hay văn kiện liên quan, và không cần phải dùng hết các biện pháp khắc phục trong nước mới có thể tiếp cận các thủ tục đặc biệt.